# CBS News
CBS News er nyhedsdivisionen af det amerikanske tv- og radionetværk, CBS. Den nuværende bestyrelsesformand er Jeff Fager, der også er ledende producer af 60 Minutes.